# ستانلي كلارك
ستانلي كلارك (بالإنجليزية: Stanley Clarke)‏ (و. 1951  م) هو عازف بيس، وملحن، وعازف جاز، ومؤلفو موسيقى تصويرية أمريكي، ولد في فيلادلفيا.

## التعليم
تعلم في جامعة الفنون.

## وصلات خارجية
- ستانلي كلارك على موقع IMDb (الإنجليزية)
- ستانلي كلارك على موقع ميوزك برينز (الإنجليزية)
- ستانلي كلارك على موقع إن إن دي بي (الإنجليزية)
- ستانلي كلارك على موقع أول ميوزيك (الإنجليزية)
- ستانلي كلارك على موقع ديسكوغز (الإنجليزية)
- ستانلي كلارك على موقع قاعدة بيانات الفيلم (الإنجليزية)

- ستانلي كلارك في قاعدة بيانات الأفلام على الإنترنت